# Акын, Фуркан
Фуркан Акын (тур. Furkan Akın; род. 18 сентября 2000, Кадыкёй, Стамбул) — турецкий футболист, полузащитник клуба «Гюзиде Гебзе»

## Карьера

### «Дарика Генчлербирлиги»
Начинал заниматься футболом в турецкой академии клуба «Пендикспор». Также футболист затем выступал на юношеском уровне в турецкий «Истанбул Алтынорду» и «Султанбейли». В 2017 году футболист присоединился к турецкому «Болуспору». В составе клуба футболист выступал на юношеском уровне в возрастной категории до 19 лет, вместе с которой становился серебряным призёром юношеского чемпионата. Позже футболист был переведён в молодёжный состав клуба, в составе которого футболист стал обладателем молодёжного Суперкубка Турции. В 2019 году футболист перешёл в турецкий клуб «Дарика Генчлербирлиги», где продолжил выступать на молодёжном уровне. В марте 2020 года футболист подписал с турецким клубом свой первый профессиональный контракт, рассчитанный на 3 сезона.
В июле 2020 года футболист был переведён в основную команду турецкого клуба. Дебютировал за клуб футболист 26 сентября 2020 года в матче против «Фетхиеспора», выйдя на поле в стартовом составе. Первым результативным действием за клуб футболист отличился 28 января 2021 года в матче против клуба «Йомраспор», отдав голевую передачу. По итогу дебютного сезона футболист вместе с клубом завершил чемпионат на итоговом девятом месте. Дебютным забитым голом за клуб футболист отличился в своём следующем сезона 28 ноября 2021 года в матче против клуба «Байрампаша». На протяжении сезонов футболист выступал за турецкий клуб в роли одного из основных игроков, отличившись 2 забитыми голами и 2 голевыми передачами. По окончании сезона футболист покинул турецкий клуб.

### «Динамо-Авто»
В июле 2022 года футболист на правах свободного агента присоединился к молдавскому клубу «Динамо-Авто». Дебютировал за клуб футболист 31 июля 2022 года против клуба «Милсами», выйдя на поле в стартовом составе. Первым результативным действием за клуб футболист отличился 10 сентября 2022 года в матче против клуба «Дачия-Буюкань», отдав голевую передачу. Своим дебютным забитым голом за клуб футболист отличился 1 октября 2022 года в матче против «Зимбру». В октябре 2022 года директор молдавского клуба сообщал о том, что к футболисту имеется интерес со стороны нескольких турецкий клубов. По итогу первой половины сезона футболист вместе с клубом завершил чемпионат на последнем месте, отправившись во вторую фазу, успев отличиться забитым голом и голевой передачей. В январе 2023 года футболист покинул молдавский клуб.

### «Гомель»
В феврале 2023 года футболист прибыл в расположение белорусского «Гомеля», где проходил просмотр. Официально футболист 23 февраля 2023 года присоединился к клубу, заключив двухлетний контракт. Дебютировал за клуб футболист 25 февраля 2023 года в матче за Суперкубок Беларуси, где уступили солигорскому «Шахтёру». Дебютный матч в чемпионате футболист сыграл 18 марта 2023 года против борисовского БАТЭ, выйдя на замену на 84 минуте. Первым результативным действием за клуб футболист отличился 9 апреля 2023 года в матче против гродненского «Немана», отдав голевую передачу. Вторую половину сезона футболист пропустил, так как восстанавливался от травмы. По итогу сезона футболист выступал за клуб в роли одного из основных игроков, отличившись 2 голевыми передачами. По итогу сезона футболист вместе с клубом завершил чемпионат на итоговом шестом месте.
В феврале 2024 года футболист полноценно вернулся в расположение гомельского клуба, восстановившись от травмы, вместе с которым приступил к подготовке к новому сезону. Новый сезон футболист начал 6 апреля 2024 года с матча против борисовского БАТЭ, выйдя на поле в стартовом составе, также отличившись своей первой в сезоне результативной передачей. В конце июня 2024 года футболист перестал попадать в заявку основной команды гомельского клуба. В начале августа 2024 года появилась информация, что футболист покинул клуб.В конце августа 2024 года футболист официально покинул клуб, расторгнув контракт по соглашению сторон. На протяжении первой половины сезона футболист выступал за белорусский клуб в роли одного из ключевых игроков, отличившись своими 2 голевыми передачами.

### «Гюзиде Гебзе»
В августе 2024 года футболист на правах свободного агента присоединился к турецкому клубу «Фетхиеспор». Дебютировал за клуб футболист 8 октября 2024 года в матче Кубка Турции против «Дюзджеспора», выйдя на замену на 106 минуте. Однако футболист так и не закрепился в основной команде клуба, который покинул в ноябре 2024 года. В январе 2025 года футболист на правах свободного агента присоединился к турецкому клубу «Гюзиде Гебзе», подписав контракт до июля 2026 года. Дебютировал за клуб футболист 19 января 2025 года в матче против клуба «Ванспор», выйдя на замену на 85 минуте. По итогу сезона футболист вместе с клубом завершил чемпионат на итоговом пятнадцатом месте. На протяжении сезона футболист провёл всего лишь 2 матча, большую часть встреч проведя на скамейке запасных или вообще не попадал в заявку основной команды, результативными действиями не отличившись.